# Unity Party (Liberia)
Die Unity Party (Kürzel UP, deutsch Einheits-Partei) ist eine politische Partei in Liberia. 
Sie wurde 1984 von Dr. Edward B. Kesselly gegründet, der unter Präsident William Tolbert Post- und Telekommunikationsminister gewesen war, und war vor 2017 die Regierungspartei des Landes.
Die Unity Party nahm bei den ersten Wahlen nach dem ersten Putsch von 1980 teil und trat gegen den damaligen Präsidenten Samuel Doe im Oktober 1985 an. Die Partei blieb in der liberianischen Politik aktiv. 
UP-Kandidatin Ellen Johnson Sirleaf gewann die Präsidentschaftswahlen 2005, in denen sie George Weah von der Congress for Democratic Change (CDC) in einem zweiten Wahlgang besiegte. Die Partei gewann insgesamt drei Sitze im Senat und acht in dem Repräsentantenhaus. 
In den vorangegangenen Wahlen, die am 19. Juli 1997 abgehalten wurden, gewann UP-Präsidentschaftskandidatin Ellen Johnson Sirleaf 9,58 % der Stimmen. Die Partei gewann 7 von 64 Sitzen im Repräsentantenhaus und 3 der 30 im Senat. Während internationale Beobachter die Umfragen als administrativ frei und transparent betrachteten, stellten sie fest, dass sie in einer Atmosphäre von Einschüchterung stattgefunden haben. Die meisten Wähler glaubten, dass der ehemalige Rebellenführer und Kandidat der National Patriotic Party (NPP) Charles Taylor wieder einen Krieg anfinge, wenn er besiegt würde. 
Am 1. April 2009 fusionierten die Liberia Unification Party und die Liberian Action Party mit der UP.